# COLYAER Freedom S100
El COLYAER Freedom S100 es un avión anfibio, biplaza de doble mando, cola en T y ala alta fabricado por Construcciones Ligeras y Aeronáuticas, S.L. (COLYAER) en el año 2006.
La aeronave está realizada casi en su totalidad en materiales compuestos (carbono, kevlar, vidrio, …), excepto algunos componentes metálicos que están fabricados en acero inoxidable austenítico  INOX AISI 316 y aluminio en aleación 6082 T6.
El casco del Freedom está dividido en tres compartimentos estancos independientes, con registros de acceso, que garantizarán la flotabilidad del avión en caso de alguna posible perforación del casco producida por algún impacto en el agua.
Posee una hélice de paso reversible lo que aumenta la maniobrabilidad en los procedimientos de atraque y desatraque.
Tiene un alcance de 1500 kilómetros y una velocidad de crucero de unos 100 nudos, los cuales son bastante altos teniendo en cuenta el tipo de aeronave del que se trata, mientras que su velocidad de pérdida se mantiene muy baja, alrededor de los 40 nudos.